# Team Vorarlberg
Team Vorarlberg (Kod UCI: VBG) – austriacka grupa kolarska założona w 1999 w Vorarlbergu. Zespół w latach 2006–2010 należał do dywizji UCI Professional Continental Teams. Od lipca 2010 drużyna występuje w dywizji UCI Continental Teams.

## Nazwa grupy w poszczególnych latach
| lata      | nazwa                      |
| --------- | -------------------------- |
| 1999–2001 | ÖAMTC Volksbank-Colnago    |
| 2002–2003 | Volksbank-Ideal            |
| 2004      | Volksbank-Ideal Leingruber |
| 2005      | Volksbank Leingruber Ideal |
| 2006      | Team Vorarlberg            |
| 2007      | Team Volksbank             |
| 2008      | Volksbank-Vorarlberg       |
| 2009–2010 | Vorarlberg-Corratec        |
| 2011–2017 | Team Vorarlberg            |
| 2018–2020 | Team Vorarlberg-Santic     |
| od 2021   | Team Vorarlberg            |

## Sezony

### 2024

#### Skład
| Skład drużyny 2024           | Skład drużyny 2024   | Skład drużyny 2024 | Skład drużyny 2024                    |
| Imię i nazwisko              | Data urodzenia       | Państwo            | Poprzednia grupa                      |
| ---------------------------- | -------------------- | ------------------ | ------------------------------------- |
| Dominik Amann                | 12 lutego 1999       | Austria            |                                       |
| Pirmin Benz                  | 26 listopada 2000    | Niemcy             | Rad-net Rose Team (2022)              |
| Kilian Feurstein             | 6 czerwca 2003       | Austria            |                                       |
| Jon Knolle                   | 11 września 1999     | Niemcy             | Saris Rouvy Sauerland Team (2022)     |
| Tomoya Koyama (1 sty–11 cze) | 18 lipca 1998        | Japonia            | Global 6 Cycling (2023)               |
| Lukas Meiler                 | 14 lutego 1995       | Niemcy             | Gebrüder Weiss-Oberndorfer (2014)     |
| Laurin Nenning               | 25 września 2004     | Austria            |                                       |
| Jannis Peter                 | 30 października 2000 | Niemcy             | P&S Benotti (2023)                    |
| Nikolas Riegler              | 15 września 2001     | Austria            | Sport.Land. Niederösterreich (2020)   |
| Lukas Rüegg                  | 9 września 1996      | Szwajcaria         | Swiss Racing Academy (2021)           |
| Félix Stehli                 | 18 października 2000 | Szwajcaria         | EF Education-Nippo Development (2023) |
| Colin Stüssi                 | 4 czerwca 1993       | Szwajcaria         | Amore & Vita-Prodir (2018)            |
| Moran Vermeulen              | 14 czerwca 1997      | Austria            | Felbermayr Simplon Wels (2022)        |
|                              |                      |                    |                                       |
| Źródło: ProCyclingStats      |                      |                    |                                       |

#### Zwycięstwa
| Zwycięstwa | Zwycięstwa                | Zwycięstwa | Zwycięstwa | Zwycięstwa   | Zwycięstwa |
| Data       | Wyścig                    | Państwo    | Kategoria  | Zwycięzca    |            |
| ---------- | ------------------------- | ---------- | ---------- | ------------ | ---------- |
| 25 lip     | Volta a Portugal, 1. etap | Portugalia | 2.1        | Colin Stüssi |            |

### 2023

#### Skład
| Skład drużyny 2023      | Skład drużyny 2023 | Skład drużyny 2023 | Skład drużyny 2023                  |
| Imię i nazwisko         | Data urodzenia     | Państwo            | Poprzednia grupa                    |
| ----------------------- | ------------------ | ------------------ | ----------------------------------- |
| Dominik Amann           | 12 lutego 1999     | Austria            |                                     |
| Pirmin Benz             | 26 listopada 2000  | Niemcy             | Rad-net Rose Team (2022)            |
| Antoine Berlin          | 2 sierpnia 1989    | Monako             | Nice Métropole Côte d'Azur (2022)   |
| Óscar Cabedo            | 12 listopada 1994  | Hiszpania          | Burgos-BH (2022)                    |
| Peter Inauen            | 28 lipca 1996      | Szwajcaria         |                                     |
| Jon Knolle              | 11 września 1999   | Niemcy             | Saris Rouvy Sauerland Team (2022)   |
| Lukas Meiler            | 14 lutego 1995     | Niemcy             | Gebrüder Weiss-Oberndorfer (2014)   |
| Laurin Nenning          | 25 września 2004   | Austria            |                                     |
| Nikolas Riegler         | 15 września 2001   | Austria            | Sport.Land. Niederösterreich (2020) |
| Lukas Rüegg             | 9 września 1996    | Szwajcaria         | Swiss Racing Academy (2021)         |
| Linus Stari             | 4 stycznia 1998    | Austria            |                                     |
| Colin Stüssi            | 4 czerwca 1993     | Szwajcaria         | Amore & Vita-Prodir (2018)          |
| Moran Vermeulen         | 14 czerwca 1997    | Austria            | Felbermayr Simplon Wels (2022)      |
|                         |                    |                    |                                     |
| Źródło: ProCyclingStats |                    |                    |                                     |

#### Zwycięstwa
| Zwycięstwa       | Zwycięstwa                               | Zwycięstwa | Zwycięstwa | Zwycięstwa   | Zwycięstwa |
| Data             | Wyścig                                   | Państwo    | Kategoria  | Zwycięzca    |            |
| ---------------- | ---------------------------------------- | ---------- | ---------- | ------------ | ---------- |
| 17 sie           | Volta a Portugal, 7. etap                | Portugalia | 2.1        | Colin Stüssi |            |
| 20 sierpnia 2023 | Volta a Portugal, klasyfikacja generalna | Portugalia | 2.1        | Colin Stüssi |            |

### 2022

#### Skład
| Skład drużyny 2022      | Skład drużyny 2022 | Skład drużyny 2022 | Skład drużyny 2022                  |
| Imię i nazwisko         | Data urodzenia     | Państwo            | Poprzednia grupa                    |
| ----------------------- | ------------------ | ------------------ | ----------------------------------- |
| Dominik Amann           | 12 lutego 1999     | Austria            |                                     |
| Daniel Ganahl           | 16 lipca 1996      | Austria            |                                     |
| Alexis Guérin           | 6 czerwca 1992     | Francja            | Delko Marseille Provence (2019)     |
| Lukas Meiler            | 14 lutego 1995     | Niemcy             | Gebrüder Weiss-Oberndorfer (2014)   |
| Martin Meiler           | 19 marca 1998      | Niemcy             |                                     |
| Matthias Reutimann      | 15 listopada 1994  | Szwajcaria         | Swiss Racing Academy (2021)         |
| Nikolas Riegler         | 15 września 2001   | Austria            | Sport.Land. Niederösterreich (2020) |
| Lukas Rüegg             | 9 września 1996    | Szwajcaria         | Swiss Racing Academy (2021)         |
| Linus Stari             | 4 stycznia 1998    | Austria            |                                     |
| Colin Stüssi            | 4 czerwca 1993     | Szwajcaria         | Amore & Vita-Prodir (2018)          |
| Roland Thalmann         | 5 sierpnia 1993    | Szwajcaria         | Roth-Akros (2017)                   |
| Riccardo Zoidl          | 8 kwietnia 1988    | Austria            | Felbermayr Simplon Wels (2021)      |
|                         |                    |                    |                                     |
| Źródło: ProCyclingStats |                    |                    |                                     |

#### Zwycięstwa
| Zwycięstwa | Zwycięstwa             | Zwycięstwa | Zwycięstwa | Zwycięstwa      | Zwycięstwa |
| Data       | Wyścig                 | Państwo    | Kategoria  | Zwycięzca       |            |
| ---------- | ---------------------- | ---------- | ---------- | --------------- | ---------- |
| 24 mar     | Tour of Rhodes, prolog | Grecja     | 2.2        | Lukas Meiler    |            |
| 28 lip     | Tour Alsace, 2. etap   | Francja    | 2.2        | Roland Thalmann |            |
| 7 sie      | Czech Tour, 4. etap    | Czechy     | 2.1        | Alexis Guérin   |            |

### 2021

#### Skład
| Skład drużyny 2021                      | Skład drużyny 2021 | Skład drużyny 2021 | Skład drużyny 2021                  |
| Imię i nazwisko                         | Data urodzenia     | Państwo            | Poprzednia grupa                    |
| --------------------------------------- | ------------------ | ------------------ | ----------------------------------- |
| Dominik Amann                           | 12 lutego 1999     | Austria            |                                     |
| Daniel Federspiel (1 sty–31 maj)        | 21 kwietnia 1987   | Austria            |                                     |
| Filippo Fortin                          | 1 lutego 1989      | Włochy             | Felbermayr Simplon Wels (2020)      |
| Daniel Ganahl                           | 16 lipca 1996      | Austria            |                                     |
| Alexis Guérin                           | 6 czerwca 1992     | Francja            | Delko Marseille Provence (2019)     |
| Maximilian Kuen                         | 26 maja 1992       | Austria            | My Bike-Stevens (2018)              |
| Lukas Meiler                            | 14 lutego 1995     | Niemcy             | Gebrüder Weiss-Oberndorfer (2014)   |
| Martin Meiler                           | 19 marca 1998      | Niemcy             |                                     |
| Felix James Meo                         | 3 kwietnia 1997    | Nowa Zelandia      | Colpack (2019)                      |
| Adrià Moreno (1 sty–31 lip)             | 19 sierpnia 1991   | Hiszpania          | VC Villefranche Beaujolais (2020)   |
| Nikolas Riegler                         | 15 września 2001   | Austria            | Sport.Land. Niederösterreich (2020) |
| Johannes Schinnagel                     | 29 maja 1996       | Niemcy             | Maloja Pushbikers (2019)            |
| Linus Stari                             | 4 stycznia 1998    | Austria            |                                     |
| Colin Stüssi                            | 4 czerwca 1993     | Szwajcaria         | Amore & Vita-Prodir (2018)          |
| Roland Thalmann                         | 5 sierpnia 1993    | Szwajcaria         | Roth-Akros (2017)                   |
| Markus Wildauer (1 sty–30 wrz, Przypis) | 25 maja 1998       | Austria            | Tirol KTM Cycling Team (2020)       |
| Antoine Debons (15 kwi–31 gru)          | 17 lutego 1998     | Szwajcaria         | Akros-Excelsior-Thömus (2020)       |
| Antoine Aebi (1 sie–31 gru, stażysta)   | 1 września 1998    | Szwajcaria         | Akros-Excelsior-Thömus (2020)       |
|                                         |                    |                    |                                     |
| Źródło: ProCyclingStats                 |                    |                    |                                     |

Przypis: Markus Wildauer, koniec kariery